# 蘇納姆甘傑縣
蘇納姆甘傑縣是孟加拉國錫爾赫特專區的一個縣，位於該國東北部，北界印度，南臨加爾尼河和比比亞納河。面積3,669.58平方公里。2001年人口2,013,738人。
下分十個鄉。